# Anatoly Demitkov
Anatoly Demitkov (né le 27 mai 1926 et mort le 15 août 2005) est un kayakiste représentant l'URSS aux Jeux olympiques d'été de 1956. Il remporte la médaille d'argent dans l'épreuve du 1 000 mètres en kayak biplace.

## Palmarès

### Jeux olympiques
- Jeux olympiques de 1956 à Melbourne,  Australie
  -  Médaille d'argent